# Chondracanthus zei
Chondracanthus zei – gatunek widłonoga z rodziny Chondracanthidae. Jako pierwszy opisał go w 1811 roku szwajcarski lekarz i biolog François-Étienne de La Roche.